# Ле Ваљије (Казерта)
Ле Ваљије је насеље у Италији у округу Казерта, региону Кампанија.
Према процени из 2011. у насељу је живело 156 становника. Насеље се налази на надморској висини од 171 м.